# بری، برکشر
بری (به انگلیسی: Bray) یک روستا و محله مدنی در بریتانیا است که در Windsor and Maidenhead واقع شده‌است. بری ۴٬۶۴۶ نفر جمعیت دارد.